# J-Dog
Jorel Decker (Los Ángeles, California, Estados Unidos, 1 de mayo de 1984) más conocido como J-Dog es miembro y líder de la banda rap rock/rap metal Hollywood Undead.
El junto con Deuce (exvocalista de Hollywood Undead) y Shady Jeff fueron los creadores de la banda. Lanzando en su página de MySpace un sencillo llamado The Kids. Es el único miembro fundador que aun permanece en la banda.

## Biografía
Jorel Decker nació en Los Ángeles, California el 1 de mayo del 1984.
Su madre, según la describe J-Dog, era una hippie y su padre era un camionero, el insistía a J-Dog para que algún momento en su vida igual fuera camionero.
Conoció primero a Johnny 3 Tears y creció siendo gran amigo de Deuce y Charlie Scene.
Su primer interés musical fue cuando su madre lo llevó a ver un concierto de la banda británica The Who cuando él tenía 13 años, ese concierto lo motivo a empezar a hacer música, al igual que le llamó la atención el bajista de la banda, ya que le hizo tener un particular interés por el bajo.
Nunca estudió la secundaria o la universidad, ya que sus madre desaprobaba el sistema público de la escuela.
Durante su adolescencia Jorel quería ser un pandillero, así que comenzó a salir con miembros de distintas pandillas. Finalmente sus padres lo enviaron a una escuela de reforma en Nuevo México para mantenerlo alejado de las pandillas y de los problemas en Los Ángeles. Cuando se le pregunto a Jorel acerca de vivir allí dijo: Lo odiaba en ese momento, pero después de salir de allí, me di cuenta que en realidad me salvo la vida. Estuvo en la escuela de reforma por un año,se graduó y volvió a ser enviado allí por dos años más.
Después de salir de la escuela de reforma, comenzó a tocar en varias bandas, en algunas lo acompañaban sus actuales compañeros de Hollywood Undead.
Una de sus últimas bandas fue The Kids, que era un proyecto con su amigo de toda la vida Aaron Erlichman y Shady Jeff. La banda se convirtió en Hollywood undead con Jorel quedando como líder y único miembro fundador restante.

### Posición en la banda
J-Dog toca la mayoría de los instrumentos, toca guitarra, bajo, teclado y sintetizadores. También puede tocar la batería pero no lo hace en la banda.
Al crear su máscara, J-Dog encontró un billete de dólar junto a él y lo puso en su máscara para hacerla única.
J-Dog a menudo participa en las canciones con letras más "fuertes". Cuando canta, sus letras tratan acerca de morir, problemas de amor, pensamientos fuertes y violencia. En las canciones más antiguas era común oírlo cantar en canciones sobres fiestas, chicas y drogas, pero esto no se ha hecho recientemente, J-Dog no ha participado en ese tipo de canciones más que en Up In Smoke del álbum Notes from the Underground y en Guzzle, Guzzle de Day of the Dead.
Las canciones favoritas de J-Dog son Hear Me Now, Been to Hell, S.C.A.V.A. y Outside. Su canción favorita de Day of the Dead es Usual Suspects, principalmente debido a su vídeo musical.
J-Dog afirmó que su estado de animo cambia constantemente y que las canciones que escucha depende de su estado de animo. Dicho esto, sus canciones favoritas de V son: California Dreaming, Renegade y Ghost Beach.

### Vida personal
J-Dog, Deuce y Shady Jeff crearon Hollywood Undead en 2005. Es el único miembro fundador que aún permanece en la banda. Ha declarado en entrevistas que solía vivir con Johnny 3 Tears. Conoce a Charlie y Johnny desde preescolar.
Sabe andar en patineta. Además ha dicho que antes era un artista callejero. También estuvo 4 años en un internado.
Tiene un gato llamado Tiger. Tanto él como su hermana son DJ's
El 2 de mayo de 2015, se comprometió con su novia Vanessa James en el escenario del Carolina Rebellion. El 5 de noviembre de 2016 Jorel se casó con Vanessa James.

## Hollywood Undead

### MySpace
Los inicios de J-Dog como músico profesional, se dieron en su página de MySpace, cuando el y Deuce lanzaron un sencillo llamado The Kids.

### Swan Songs
Pero no fue hasta el año 2008 cuando Hollywood Undead ya con 6 miembros, salto a la fama con el sencillo Undead, seguido de otros 3 éxitos más.
El álbum Swan Songs salió el 2 de septiembre, del 2008. J-Dog en este álbum debut contó con 14 canciones. Entre las que destacan: Black Dahlia, California y Undead.

"I wish I could have quit you, I wish I never missed you...”
J-Dog. Black Dahlia. Swan Songs.

"Alcohol and drugs and California love...”
J-Dog. California. Swan Songs.

"Pack of wolves 'cause we don't follow the rules...”
J-Dog. Undead. Swan Songs.

### American Tragedy
Tras la salida de Deuce en 2009, J-Dog quedó como "líder" y único miembro fundador de Hollywood Undead.
En el año 2010 la banda co-encabezó el Nightmare After Christmas Tour con Avenged Sevenfold y Stone Sour para promocionar el álbum. American Tragedy resultó ser más exitoso que su primer álbum Swan Songs vendiendo 66.915 copias en su primera semana y posicionándose como número 4 en el Billboard 200.
En ese periodo la banda se unió a dos giras otra vez junto a Avenged Svenfold, solo agregándole a estas dos a la banda británica Asking Alexandria.
Su primer sencillo "Hear Me Now" fue lanzado en diciembre de 2010 y contó con la participación de J-Dog en el primer verso. El 6 de febrero lanzaron el segundo sencillo titulado "Been to Hell" que igual contaba con la participación de El en el primero verso; el mismo caso se daría con el sencillo n°3 "Coming Back Down" y el último sencillo, la canción "Levitate".
J-Dog en este álbum contó con 12 canciones, entre las que destacan las mencionadas anteriormente.

"I wear my crown of thorns and pull the knife out of my chest...”
J-Dog. Hear Me Now. American Tragedy.

"Welcome to a city that'll bring you to your knees...”
J-Dog. Been to Hell. American Tragedy.

"But you were never happy till the angels sing.”
J-Dog. Coming Back Down. American Tragedy.

"Can't stop, I need some help...”
J-Dog. Levitate. American Tragedy.

### Notes from the Underground
En este álbum, el rapero contó con 8 apariciones entre las que destacan 2: We are y From the Ground, en esta demostrando un gran screaming.
Notes from the Undeground salió a la venta el 8 de enero de 2013. Llegó al puesto #2 en el Billboard 200 y vendió más de 53.000 copias en su primera semana. Es el álbum con más ventas. habiendo superado a su álbum predecesor American Tragedy

"'Cause stories aren't told about the ones unseen...”
J-Dog. We Are. Notes from the Underground.

"'You better check twice, look under your bed, turn on your night light and cover up your head.
'Cause we do exist and there's no need to pretend that you're not afraid of meeting the Undead...”
J-Dog. Dead Bite. Notes from the Underground.

"'It's a red night and I don't see any light; And then I flatline, i'm fucking ready to die!...”'
J-Dog. From the Ground. Notes from the Underground.

### Day of the Dead
En Day of the Dead
J-Dog contó con 11 canciones, destacando los sencillos promocionales: Day of the Dead (como corista), Gravity, Live Forever, Disease y How We Roll en esta, J-Dog fue la carátula del sencillo.
El álbum salió a la venta el día 31 de marzo de 2015.

"'I watch you pass me by, my words, they can't describe. But I can see the gravity way up from the sky...”
J-Dog. Gravity. Day of the Dead.

"'Living in right now, in heaven, in this town...”
J-Dog. Live Forever. Day of the Dead.

"'Deepen my vein, hang in the gallow, gas the pain, feeling so hollow, down in the shame, deep in the shallow. Not the same but feeling so hallow...”
J-Dog. Disease. Day of the Dead.

"'Nightfall and the day begins i need the bright city lights as I start to descend 'cause I keep it Undead till the very end and I got some low lifes that I call my friends...”
J-Dog. How We Roll. Day of the Dead.

### V
En este último álbum, publicado el día 27 de octubre de 2017, J-Dog contó con 9 canciones, destacando los 4 sencillos: Clifornia Dreaming, Whatever it Takes,  Renegade y We Own the Night.

"'Stars are born then fucking ate up in a day slow...”
J-Dog. California Dreaming. V.

"'You need to back up if you're not with my team.”
J-Dog. Whatever it Takes. V.

"'Young renegades, we're gonna make some changes.”
J-Dog. Renegade. V.

"'Hollywood to the death, Undead put you to sleep.”
J-Dog. We Own the Night. V.

## Máscaras

### MySpace
La primera máscara de J-Dog, en 2006, fue una máscara básica blanca con sangre fluyendo en la parte de los ojos con un billete de dólar que cubría su boca, También había pequeñas mariposas que cubrían la máscara.

### Swan Songs
J-Dog tenía una máscara que conservaba los rasgos de la anterior, solo que en esta las manchas de sangre eran mucho más notorias. Su máscara llevaba un diseño inspirado en Louis Vuitton con sus iniciales mezcladas con diferentes formas. 

### Desperate Measures
La máscara era blanca, pero sin el diseño de Louis Vuitton, la sangre ya no fluía hacia el dólar. También tenía "J-Dog" escrito en el lado derecho y "Undead" escrito en el lado izquierdo.

### American Tragedy
La máscara de J-Dog seguía siendo blanca y otra vez tenía patrones por toda la máscara, aunque esta vez con un color gris más claro. La máscara tiene menos sangre y es reemplazada por aparentes quemaduras. Las quemaduras alrededor de los ojos encienden un color rojo.

### Notes from the Underground
La máscara es blanca como las otras. todavía tiene los patrones de la máscara anterior, pero ahora son verdes y más visibles. Conserva las quemaduras que brillan alrededor de los ojos. La gran diferencia es que esta vez su máscara parece una máscara de gas con dos cartuchos en ella. Ya no hay un billete, sino un signo de dólar nada más. Su máscara ahora tiene el All-Seeing Eye y bajo él se puede leer "Hollywood Undead" en lugar de "Novus Ordo Seclorum".

### Day of the Dead
La máscara de J-Dog es beige en lugar del color blanco tradicional, ya no tiene los cartuchos de máscara de gas, ya que los sustituyó por la paloma y la granada que es la "mascota" de la banda. Dejó el signo del dólar, pero esta vez es negro. El diseño ardiente alrededor de los ojos parece que se hubieran vuelto cenizas dándole la apariencia de ceniza de cigarro. La sangre se parece más a la sangre que utilizaba en Swan Songs. Sobre el All-Seeing Eye está escrita la palabra Undead. En la frente y en la nariz hay venas que parecen ser las raíces del All-Seeing Eye. Los ojos ya no se encienden como lo hacían en American Tragedy y Notes from the Underground.

### V
Al igual que la mayoría de los miembros de Hollywood Undead, J-Dog cambió su máscara por una cromada. La máscara tiene un color, mientras el signo del dólar y la sangre tienen el color secundario.
En este álbum los integrantes de la banda tienen tres máscaras, con colores principales y secundarios diferentes que son: negro y oro, plata y azul y rojo y blanco. J-Dog tiene una máscara roja con sangre blanca y el signo de dólar igual de blanco, una máscara color plata con sangre azul y el signo de dólar igual de azul y otra máscara negra con sangre dorada y el signo de dólar igual de dorado.

## Canciones
J-Dog cuenta con 55 canciones interpretadas en Hollywood Undead. 14 en Swan Songs; 6 en Desperate Measures; 12 en American Tragedy; 8 en Notes from the Underground; 11 en Day of the Dead; 9 en V (Five) y 3 canciones no lanzadas.

### Swan Songs
- B*tches
- Black Dahlia
- Bottle and a Gun
- California
- City
- Knife Called Lust
- No Other Place
- Pimpin'
- Sell Your Soul
- The Kids
- The Loss
- The Natives
- Undead
- Young

### Desperate Measures
- Bad Town
- Dove and Grenade
- El Urgencia
- Immigrant Song
- Shout at the Devil
- Tear It Up

### American Tragedy
- Apologize
- Been to Hell
- Coming Back Down
- Glory
- Hear Me Now
- Le Deux
- Levitate
- Lights Out
- Lump Your Head
- My Town
- Street Dreams
- Tendencies

### Notes from the Underground
- Believe
- Dead Bite[25]
- From the Ground
- I Am
- Medicine
- New Day
- Up in Smoke
- We Are

### Day of the Dead
- Dark Places
- Day of the Dead
- Disease
- Does Everybody in the World Have to Die
- F*ck the World
- Gravity
- Guzzle, Guzzle
- How We Roll
- Let Go
- Live Forever
- Save Me

### V
- Bang Bang
- Black Cadillack (feat. B-Real)
- California Dreaming
- Nobody's Watching
- Renegade
- Riot
- We Own the Night
- Whatever it Takes
- Your Life

### Unreleased
- Christmas in Hollywood
- Dead in Ditches
- Turn Off the Lights

## Discografía

### Hollywood Undead
- 2008 Swan Songs
- 2009 Swan Songs B-Sides EP
- 2009 Desperate Measures
- 2010 Swan Songs Rarities EP
- 2011 American Tragedy
- 2011 American Tragedy Redux
- 2013 Notes from the Underground
- 2015 Day of the Dead
- 2017 Five
- 2020 New Empire, Vol. 1
- 2020 New Empire, Vol. 2

## Aficiones
- Es un gran fanático de las bandas AC/DC, Misfits y Led Zeppelin; pero su favorita es Slayer.[26]
- Le gustan las películas de ciencia ficción.
- Tiene un tatuaje de la bandera italiana en su brazo derecho, ya que él es de ascendencia italiana. Tiene otro tatuaje en la espalda de una mujer sosteniendo a un bebé con un ángel encima de ellos. Y tiene otros tatuajes en los nudillos con las palabras, "Die now".
- Sus cuentas de Instagram y Twitter comparten el mismo nombre, jdog_hlm.[27][28]